# Agrypon elegantulum
Agrypon elegantulum är en stekelart som beskrevs av Förster 1860. Agrypon elegantulum ingår i släktet Agrypon och familjen brokparasitsteklar. Inga underarter finns listade i Catalogue of Life.